# Илеш Шпиц
Илеш Шпиц (на унгарски: Illés Spitz, на сърбохърватски: Иљeш Шпиц) е унгарски футболист и треньор от еврейски произход. Най-известен е като треньор на „Македония“ (Скопие) по време на Втората световна война, а по-късно става треньор и на „Партизан“ (Белград).
Има 6 мача и 3 гола за унгарския национален отбор.

## Кариера на футболист
Започва кариерата си в Немзети. Вкарва 32 гола в 79 двубоя в шампионатите на Австро-Унгария и Унгария. В началото на 30-те години е част от големия тим на Уйпещ, който печели Купа Митропа през 1929 г. и Купата на нациите през 1930 г. Освен това е двукратен шампион на Унгария през 1929 и 1930 г.
В края на кариерата си играе за кратко в Швейцария за тимовете от Санкт Гален и Цюрих.

## Треньорска кариера
През 1937 г. застава начело на „Хайдук“ (Сплит). За два сезона начело на Хайдук изгражда силен състав, който, въпреки че не печели трофеи, поставя началото на възход на тима. Шпиц налата в отбора имена, които са в основата на големия отбор на Хайдук през 40-те години.
През 1939 г. застава начело на „Граджански“ (Скопие). След като през 1941 г. районът на Вардарска Македония е присъединен към България, на базата на „Граджански“ и още няколко отбора е формиран „Македония“ (Скопие). Македония достига до финала на Държавното първенство през 1942 г., където губи от „Левски“ (София). В отбора по това време играят и български национали като Кирил Симеонов, Благой Симеонов, Тодор Атанасков. Шпиц налага модерната на онова време схема WM, което спомага за успехите на тима.
През март 1943 г. е арестуван заради еврейския си произход, за да бъде депортиран в концлагера Треблинка. След намесата на клубните шефове Димитър Чкатров и Димитър Гюзелов, както и на шефа на Българската национална спортна федерация (БНСФ) Иван Батембергски обаче Шпиц е спасен и изпратен във Великобритания. Тази история е крита години наред, тъй като Чкатров и Гюзелов са обявени за национални предатели и убити в социалистическа Югославия, а Батембергски е разстрелян с присъда от Народния съд в България.
През 1945 г. се завръща в Югославия. Води сборния отбор на социалистическа Македония в преходния шампионат същата година, в който участват сборни отбори на съюзните републики и отбор на югославската армия. По-късно Шпиц поема „Партизан“, като дотогава тренировките се водят от вратаря на тима Франьо Глазер. В състава на „гробарите“ е привлечена и голямата звезда на „Македония“ (Скопие) Джино Симеонов. Шпиц извежда „черно-белите“ до две шампионски титли (1947 и 1949) и три Купи на страната (1947, 1952, 1954). През 1957 г. класира Раднички (Белград) за финала за купата, а през 1961 г. я печели отново начело на „Вардар“ (Скопие).
Умира на 1 октомври 1961 г., след като получава инфаркт по време на мач.